# Lacuna cleicecabrale
Lacuna cleicecabrale is een slakkensoort uit de familie van de Littorinidae. De wetenschappelijke naam van de soort is voor het eerst geldig gepubliceerd in 1994 door Barros.